# Windhager Zentralheizung
Windhager Zentralheizung ist ein österreichischer Heizkesselproduzent mit Sitz in Seekirchen am Wallersee, der sich auf die Entwicklung und Herstellung von Holz- und Pelletsheizungen spezialisiert hat. Auch Wärmepumpen und Heizlösungen für alle Brennstoffe sowie Kombinationen mit Solartechnik sind im Produktportfolio enthalten. Windhager erzielte 2021 rund 70 % seines Umsatzes durch den Export. Nach einem Rekordumsatz von 160 Millionen € 2022 meldete das Unternehmen im Sommer 2023 einen großen Teil der Mitarbeiter zur Kurzarbeit an und beantragte im Jänner 2024 ein Insolvenzverfahren.
Danach wurde der Heizungs Hersteller von BWT mit Sitz am Mondsee übernommen. Seither wird die Firma unter den Namen BHT Best Heating 
Technology geführt.

## Geschichte
Das Unternehmen wurde 1921 von Anton Windhager in Seekirchen am Wallersee als Schlossereibetrieb gegründet.
Das Emaillier-Werk stand im Zentrum in Seekirchen, wo selbst Herde entwickelt wurden, wie Druckschiffherde, Elektroherde und Brotbackherde, sowie emailliert, was zur damaligen Zeit Stand der Technik war. Dieses Gebäude wurde später bis in die 1970er Jahre als Lager verwendet.
Aktuell produziert Windhager seine Holz- und Pelletsheizsysteme ausschließlich am österreichischen Unternehmenssitz in Seekirchen am Wallersee. Der Vertrieb erfolgt über eigene Vertriebsniederlassungen in Deutschland, der Schweiz und Frankreich sowie über ein europaweites Partnernetzwerk. Von 2008 bis Frühjahr 2013 war Windhager Zentralheizung im Besitz der Invest AG, der Beteiligungsgesellschaft der Raiffeisenbankengruppe Oberösterreich, und Manfred Mayrhuber. Seither ist sie wieder im Familienbesitz. Seit 2004 erhielt Windhager zahlreiche österreichische Auszeichnungen für seine umweltfreundlichen, energiesparenden und innovativen Produkte.
Nach dem erfolgreichen Geschäftsjahr 2021 wurde die Errichtung eines Wärmepumpenwerkes mit Logistikzentrum in Pinsdorf beschlossen.
Im Jahr 2023 gab Windhager für den Bereich der Pelletsheizungen bekannt, dass der Umsatz aufgrund der unklaren Rechtslage in Deutschland im Heizungsbereich um ca. 40 % eingebrochen sei und das Unternehmen fast die Hälfte der 400 Mitarbeiter in Kurzarbeit schicken muss. Diese wurde jedoch nur für drei Monate genehmigt. So musste Anfang 2024 von zwei der Unternehmen der Gruppe ein Sanierungsverfahren ohne Eigenverwaltung eröffnet werden. Über Windhager Logistik – damit ist auch das Bauprojekt in Gmunden betroffen – wurde sofort ein Konkursverfahren eröffnet.
Schon Anfang Februar wurde bekannt gegeben, dass die Mondseer BWT AG das insolvente Unternehmen übernimmt. Der Markenname soll erhalten bleiben.

## Produkte
- Holzheizungen (Pellets- und Scheitholzkessel)
- Gasbrennwert-Heizungen
- Ölheizungen
- Solarkollektoren
- Speichersysteme (Pufferspeicher und Warmwasser-Boiler)
- Pelletslagerraum-Austragungssysteme

Windhager ist seit 1994 nach ISO 9001 zertifiziert. Außerdem ist das Unternehmen seit 2007 zertifizierter Klimabündnis-Betrieb.

## Auszeichnungen
- 1971: Österreichischer Staatswappenträger als Anton Windhager OHG Herdfabrik, Seekirchen[14]
- 2004: Innovationspreis des Landes und der Wirtschaftskammer Salzburg für vollautomatische Pelletszuführung[15]
- 2005: Innovationspreis des Landes und der Wirtschaftskammer Salzburg für den Pellets-Zentralheizungskessel[16]
- 2006: „Energie Genie“ des Umweltministeriums für den Pellets-Wohnraumkessel
- 2007: Innovationspreis des Landes und der Wirtschaftskammer Salzburg für den Pellets-Zentralheizungskessel[17]
- 2007: Klimabündnis-Betrieb[18]
- 2008: in Deutschland der Blaue Engel für die Pelletskessel[19][20]
- 2009: Österreichisches Umweltzeichen[21]
- 2010: Nominierung für den Staatspreis für Umwelt- und Energietechnologie[22]
- 2010: „Energie Genie“ des österreichischen Umweltministeriums für den Pelletskessel[23]
- 2012: Austria Solar Gütesiegel der Energiesparmesse Wels[24][25]